# Разведка Добыча «КазМунайГаз»
АО «Разведка Добыча «КазМунайГаз» («РД КМГ») — казахстанская нефтяная компания. Компания была образована в 2004 году путём слияния ОАО «УзеньМунайГаз» и ОАО «ЭмбаМунайГаз».
Основные виды деятельности — проведение геологоразведочных и изыскательских работ, разработка нефтяных, газовых и газоконденсатных месторождений; добыча и транспортировка нефти и природного газа; первичная подготовка нефти и переработка газа, реализация углеводородного сырья и продуктов его переработки.
АО «Разведка Добыча «КазМунайГаз» является недропользователем 41 нефтегазовых месторождений на суше в Мангистауской и Атырауской области. Общая площадь месторождений составляет 837,4 км². Производственные подразделения компании функционируют уже более 90 лет. В 2006 году Разведка Добыча КазМунайГаз разместила свои акции на Лондонской фондовой бирже. Штаб-квартира находится в Астане.

### "Разведка Добыча «КазМунайГаз» принадлежат следующие компании
- АО «Озенмунайгаз» (Узень, Тенге, Карамандыбас)
- АО «Эмбамунайгаз»
- ТОО «Казахский газоперерабатывающий завод»
- 50 % — АО «Каражанбасмунай» (Citic Canada Energy Limited) (Каражанбас)
- 50 % — ТОО "СП «Казгермунай» (месторождения Акшабулак, Нуралы, Аксай)
- 33 % — ПетроКазахстан Кумколь Ресорсиз (месторождение Кумколь).
- 50 % — ТОО «Урал Ойл энд Газ» (месторождение Рожковское)
- 51 % — ТОО «Карповский Северный»

## Акционеры
Основным акционером АО "Разведка Добыча «КазМунайГаз» является АО "Национальная компания «КазМунайГаз» (58 %). Следующим крупным акционером является китайский государственный фонд China Investment Corp (11 %). Остальные акции находятся у других физических и юридических лиц.

## Перечень нефтегазовых месторождений, которые разрабатывает Разведка Добыча КазМунайГаз
В АО Озенмунайгаз имеется Узень и Карамандыбас.
АО  Эмбамунайгаз делится на 4 нефтегазодобывающих управления. Из них в Жаикмунайгазе — Юго-западное Камышитовое, Юго-восточное Камышитовое, Ровное, Жанаталап, Гран, Новобогатинское, Новобогатинское и Балгимбаев; Жилыоймунайгазе — Нуржанов, Западная Прорва, Терень-Узюк, Досмухамбетовское, Актобе, Акинген, Кисимбай, Досмухамбетовское, Кульсары, Косшагыл, Тюлюс, Каратон-Кошкимбет, Аккудук; Кайнармунайгазе — Молдабек Восточный, Котыртас Северный, Жоламанов, Уаз, Кондыбай и Доссормунайгазе — Ботахан, Карсак, Алтыкуль, Байчунас, Бай Бике, Доссор (самое первое месторождение Казахстана, где была начата промышленная разработка), Макат, Макат Восточный, Искине, Кошкар, Танатар, Жолдыбай.